# 조선전업 축구단
조선전업 축구단은 대한민국에 있었던 축구단이다. 조선전업이 운영했던 실업 축구단이다.

## 수상 기록
| 시즌 | 대회               | 수상 |
| ---- | ------------------ | ---- |
| 1947 | 전국체육대회       | 우승 |
| 1949 | 전국축구선수권대회 | 우승 |

## 같이 보기
- 조선전업